# Alfred (város, Maine)
Alfred település az Amerikai Egyesült Államok Maine államában, York megyében, melynek megyeszékhelye is. Lakosainak száma 3073 fő (2020. április 1.).

## Népesség
A település népességének változása:

| 2010 | 3 019 |
| 2020 | 3 073 |

## Galéria

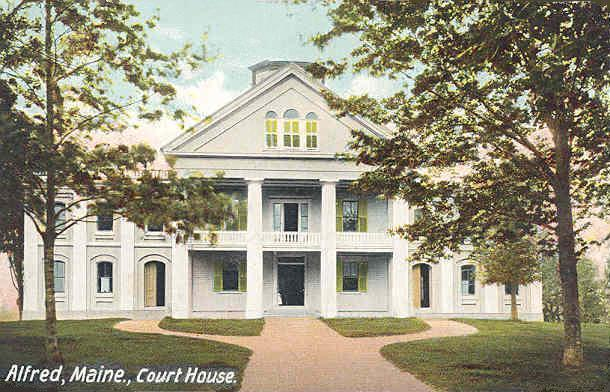
A York megyei bírósági épülete 1908-ban
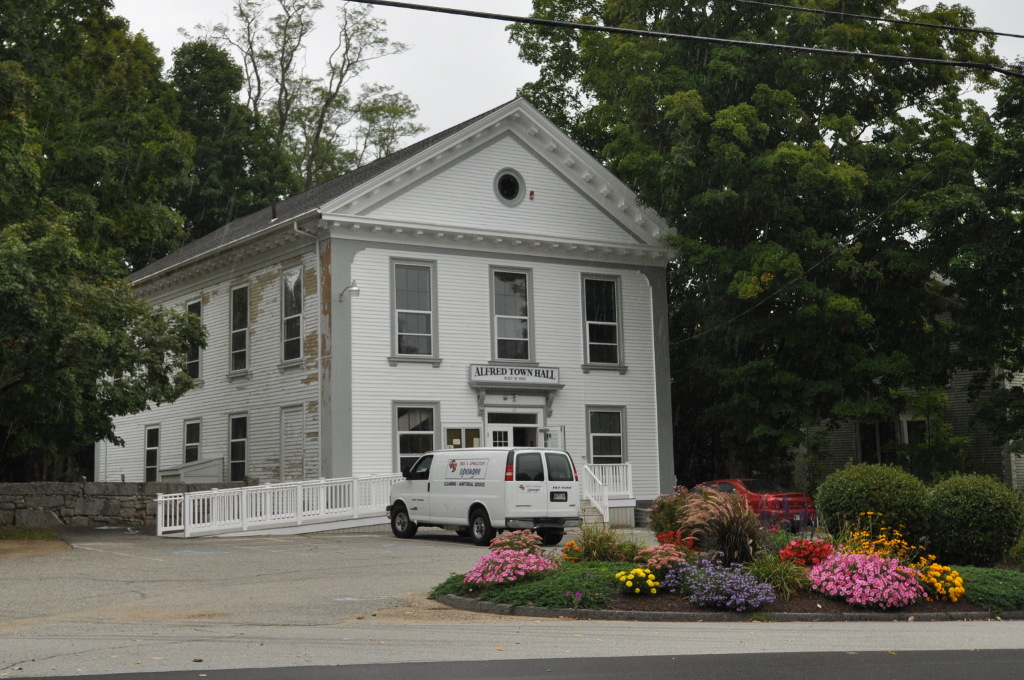
Városháza a történelmi belvárosban
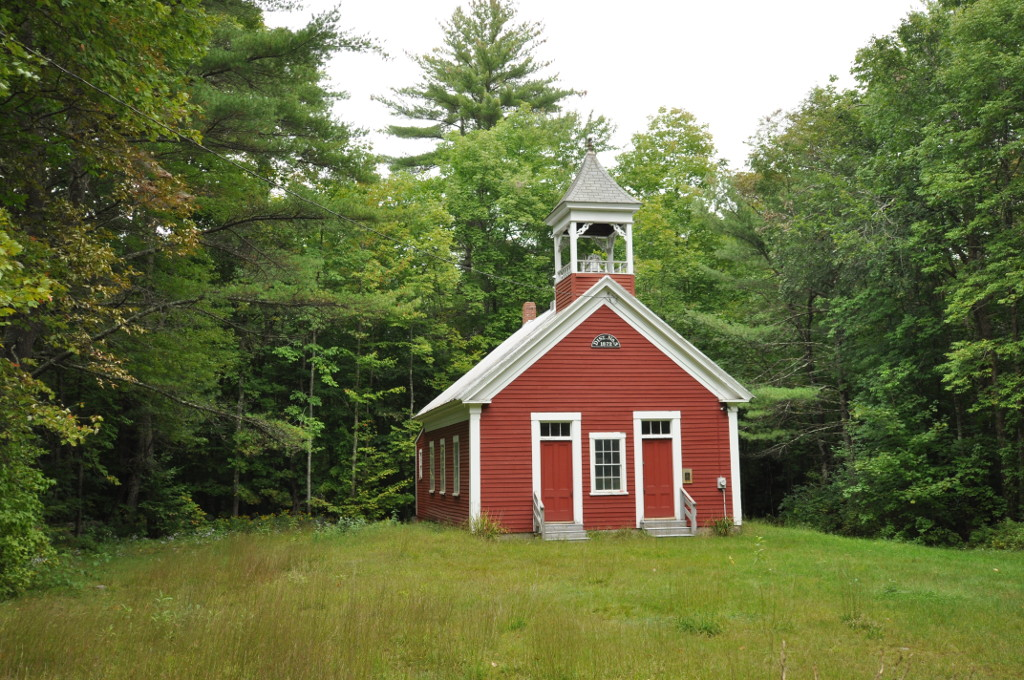
Iskola